# Entrée des gladiateurs
L’Entrée des gladiateurs op. 68 (en tchèque : Vjezd gladiátorů, en allemand : Einzug der Gladiatoren) est une marche militaire composée en 1897 par le compositeur tchèque Julius Ernest Wilhelm Fučík. Il nomme d'abord son œuvre Grande marche chromatique du fait de l'utilisation massive de l'échelle chromatique mais change ensuite le titre à cause de son intérêt pour l'Empire romain.
En 1910, le compositeur canadien Louis-Philippe Laurendeau écrit un arrangement de L'Entrée des gladiateurs qu'il intitule Thunder and Blazes (« tonnerre et éclairs »). C'est durant cette période que l'œuvre gagne sa popularité en tant que musique de cirque, souvent utilisée pour l'entrée des clowns, tandis que le nom du compositeur et le titre de la pièce tombent dans l'oubli.
Très populaire dans les années 1930, L'Entrée des gladiateurs figure en tant que marche militaire au répertoire des pièces imposées par les SS aux orchestres de détenus pour accompagner les départs et retours des Kommandos de travail dans certains camps de concentration, notamment à Buchenwald où elle figure dans des partitions originales de l'orchestre, conservées au Mémorial de Terezín.